# Óscar Arias Sánchez
Óscar Rafael de Jesús Arias Sánchez (ur. 13 września 1941 w El Hogar, prowincja Heredia) – kostarykański polityk i ekonomista. Dwukrotny prezydent kraju w latach 1986–1990 oraz 2006–2010. Laureat Pokojowej Nagrody Nobla w 1987 roku.

## Życiorys
Początkowo studiował medycynę na Uniwersytecie Bostońskim w USA. Przeniósł się na wydział prawa i ekonomii Uniwersytetu Kostaryńskiego w San José, następnie studiował na Uniwersytecie Essex i w London School of Economics. W latach studenckich angażował się politycznie, wstąpił do Partii Wyzwolenia Narodowego – PLN (1964). Wykładał nauki polityczne na Uniwersytecie Kostaryńskim (1969). W latach 1970–1978 pełnił funkcję ministra planowania. Był również członkiem zarządu banku centralnego Kostaryki. W okresie od 1975 do 1979 roku był sekretarzem ds. międzynarodowych, później został wybrany sekretarzem partii – zrezygnował w styczniu 1984 r. – aby móc się ubiegać o nominację na kandydata na prezydenta. W latach 1986–1990 pełnił funkcję prezydenta Kostaryki (był najmłodszym prezydentem w historii kraju). Był inicjatorem pokojowego planu dla Ameryki Środkowej, który podpisali 7 sierpnia 1987 prezydenci 5 państw tego regionu: Kostaryki, Salwadoru, Hondurasu, Nikaragui i Gwatemali. Za to porozumienie, zwane planem Ariasa, otrzymał pokojową Nagrody Nobla w tym samym roku.
5 lutego 2006 ponownie wygrał wybory prezydenckie i 8 maja 2006 objął urząd prezydenta Kostaryki. Sprawował go do 8 maja 2010.